# Verbandsgemeinde Thalfang am Erbeskopf
La comunità amministrativa di Thalfang am Erbeskopf (Verbandsgemeinde Thalfang am Erbeskopf) si trova nel circondario di Bernkastel-Wittlich nella Renania-Palatinato, in Germania.

## Comuni
Fanno parte della comunità amministrativa i seguenti comuni:
| Comune, città                          | Sup. (km²) | Abitanti |
| -------------------------------------- | ---------- | -------- |
| Berglicht                              | 7,55       | 444      |
| Breit                                  | 4,00       | 292      |
| Büdlich                                | 4,02       | 218      |
| Burtscheid                             | 2,99       | 114      |
| Deuselbach                             | 4,03       | 256      |
| Dhronecken                             | 1,45       | 123      |
| Etgert                                 | 3,75       | 66       |
| Gielert                                | 4,09       | 150      |
| Gräfendhron                            | 3,13       | 97       |
| Heidenburg                             | 9,49       | 707      |
| Hilscheid                              | 18,07      | 257      |
| Horath                                 | 11,89      | 407      |
| Immert                                 | 3,14       | 160      |
| Lückenburg                             | 2,57       | 95       |
| Malborn                                | 26,31      | 1 346    |
| Merschbach                             | 3,20       | 69       |
| Neunkirchen                            | 3,16       | 148      |
| Rorodt                                 | 3,41       | 53       |
| Schönberg                              | 5,10       | 225      |
| Talling                                | 3,90       | 217      |
| Thalfang                               | 19,44      | 1 801    |
| Verbandsgemeinde Thalfang am Erbeskopf | 144,68     | 7 245    |

(Abitanti al 31 dicembre 2021)